# Taeniatherum caput-medusae
Taeniatherum caput-medusae là một loài thực vật có hoa trong họ Hòa thảo. Loài này được (L.) Nevski miêu tả khoa học đầu tiên năm 1933.

## Hình ảnh

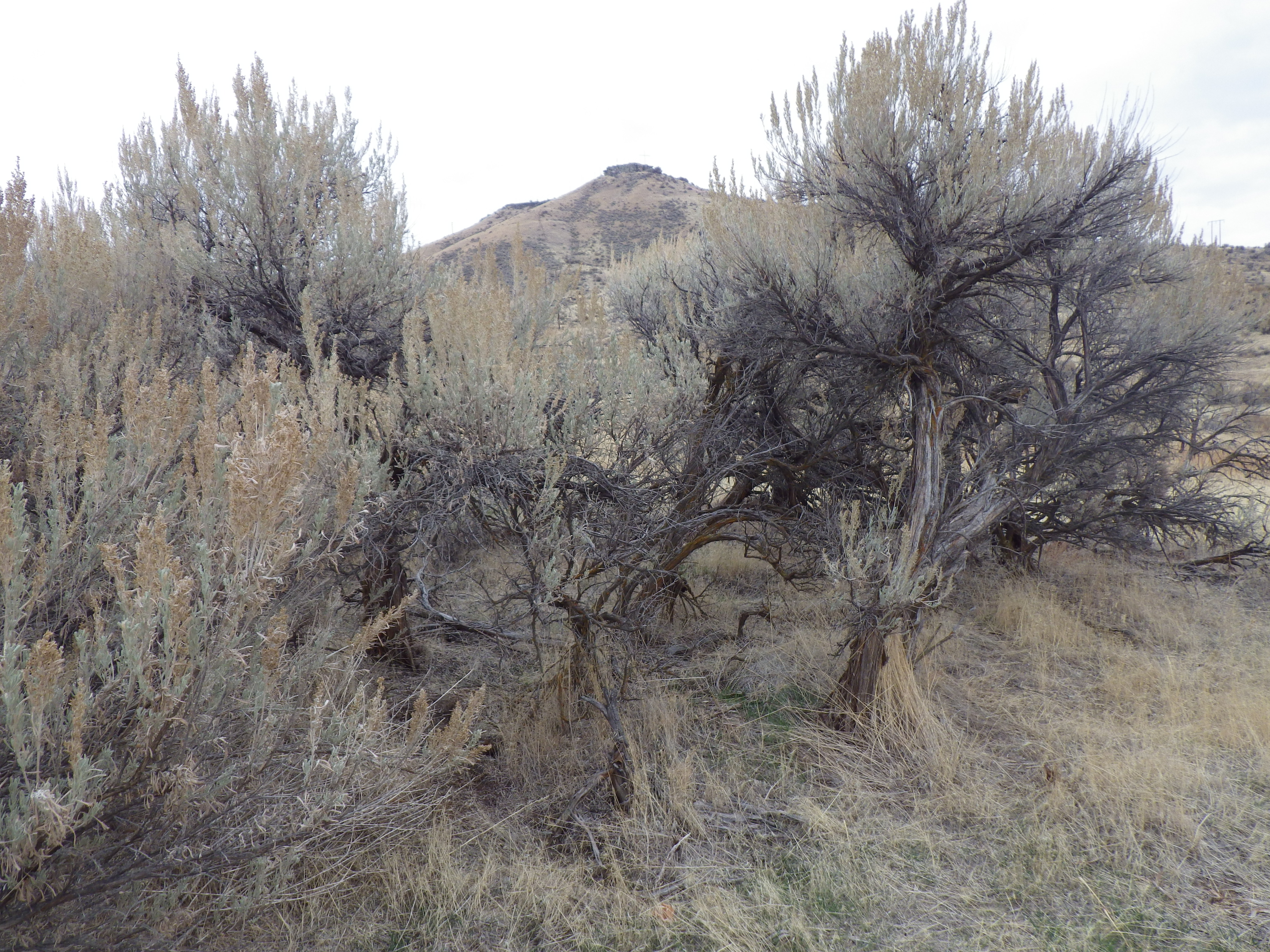
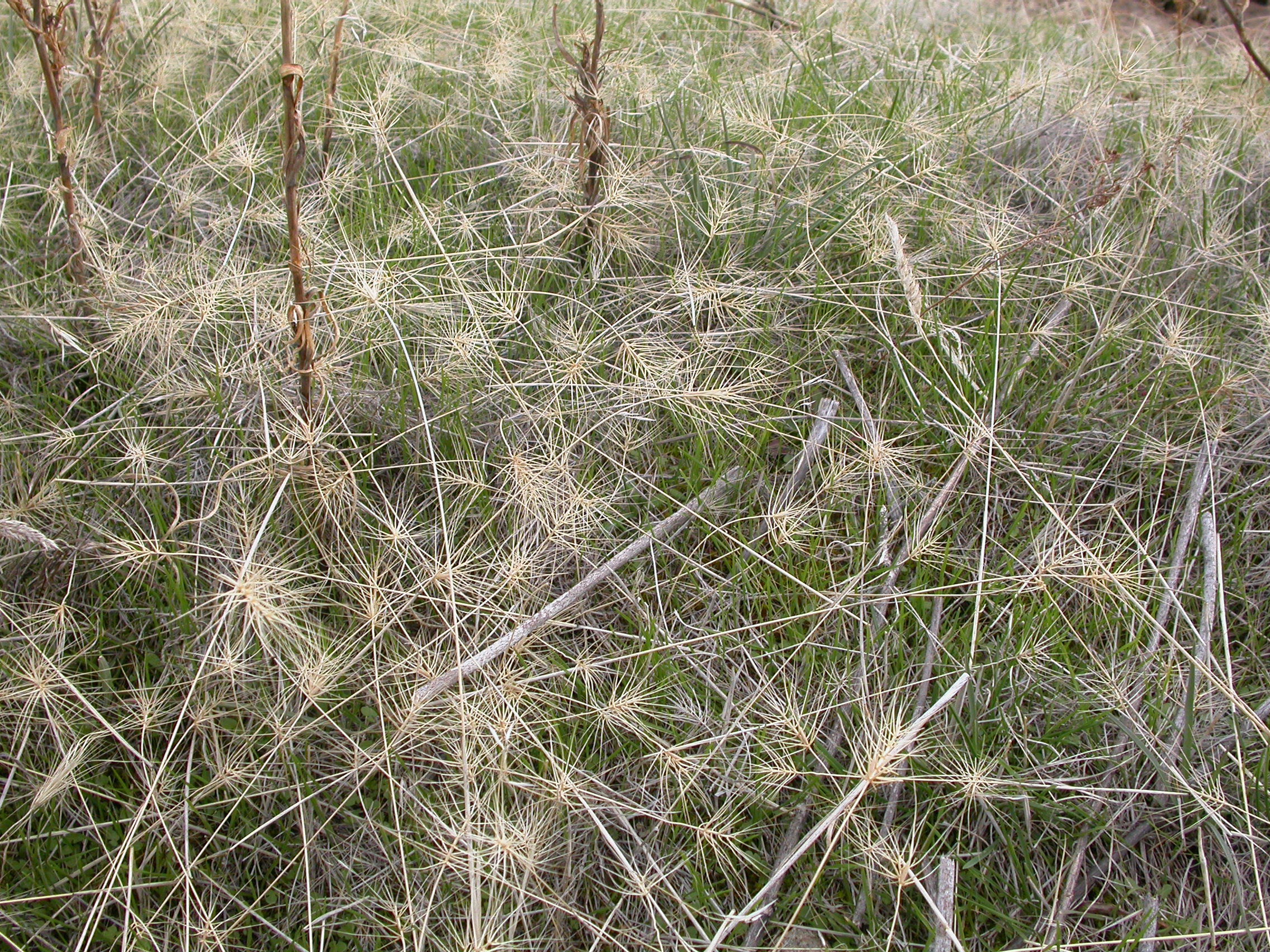
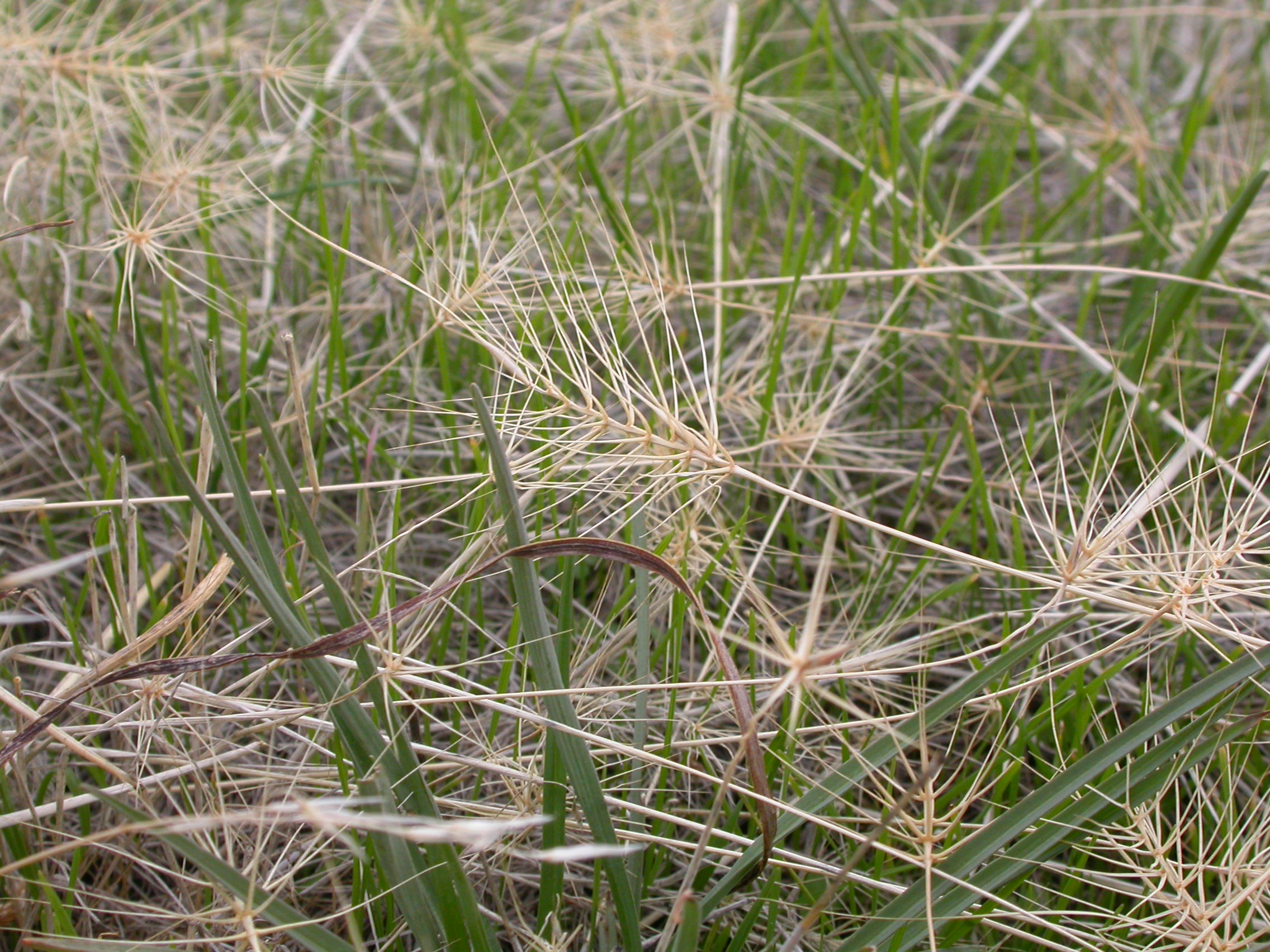
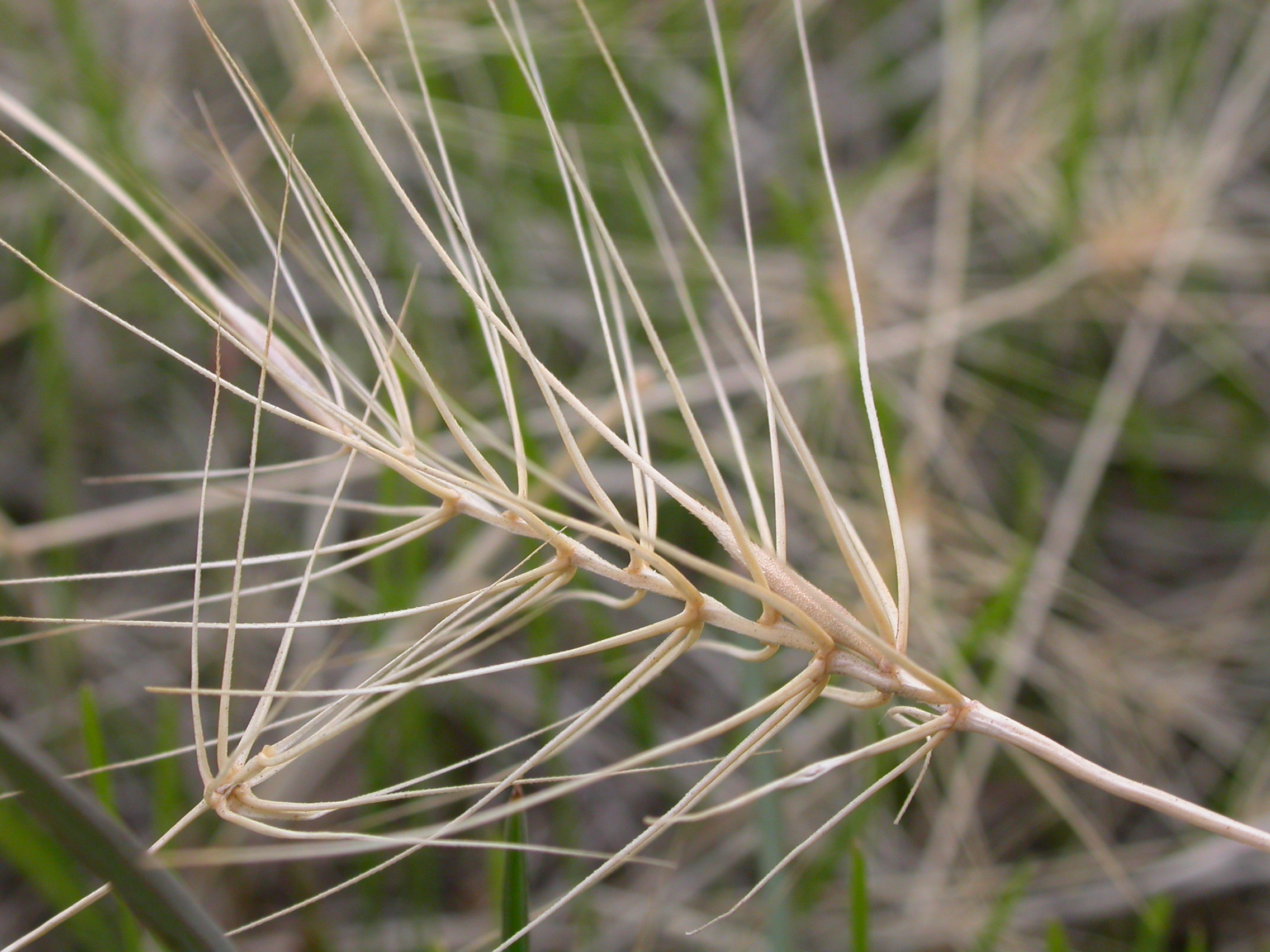